# اورسولا فيرنر
اورسولا فيرنر (بالألمانية: Ursula Werner)‏ (و. 1943 – م) هي ممثلة، وممثلة مسرحية، وممثلة أفلام من ألمانيا. ولدت في ابرس والده.

## جوائز
حصلت على جوائز منها:
- جائزة  غوته لبرلين  [لغات أخرى]‏.

## وصلات خارجية
- اورسولا فيرنر على موقع IMDb (الإنجليزية)
- اورسولا فيرنر على موقع ألو سيني (الفرنسية)
- اورسولا فيرنر على موقع ميوزك برينز (الإنجليزية)
- اورسولا فيرنر على موقع أول موفي (الإنجليزية)
- اورسولا فيرنر على موقع قاعدة بيانات الأفلام السويدية (السويدية)
- اورسولا فيرنر على موقع ديسكوغز (الإنجليزية)
- اورسولا فيرنر على موقع قاعدة بيانات الفيلم (الإنجليزية)
- اورسولا فيرنر على موقع كينوبويسك (الروسية)